# Correio Amazonense
O Correio Amazonense foi um jornal diário, brasileiro, de notícias nacionais e internacionais, fundado em 4 de junho de 2005 e sediado em Manaus.
Em novembro de 2006, circularam boatos de que este jornal seria uma forma de divulgar as candidaturas do ex-governador do estado, Amazonino Mendes. Pressionados, os diretores do jornal optaram por seu fechamento, no dia 26 de novembro do mesmo ano.